# Ștefan Dîrdală
Ștefan Dîrdală (n. 3 iunie 1948) a fost un deputat român în legislatura 1990-1992, ales în județul Olt pe listele partidului FSN. Este fiul lui Dârdală I Ion și al Alecsandrinei. 
Istoricul familiei acestui deputat, cel puțin conform documentelor existente la Arhivele județului Vrancea este următorul: aproximativ în anul 1840, s-a născut un anume Teodor Dîrdală, iar prima atestare documentară a acestuia este un act de căsătorie din anul 1865 în care apare menționat că se căsătorește cu Anița Drizicean în localitatea Urechești. Un Teodor Dîrdală apare și primar al localității Urechești din județul Vrancea pe la 1870. În anul 1873 se naște Ion T Dîrdală fiul lui Teodor, de profesie comerciant și în anul 1903 se căsătorește în comuna Popești cu Gherghina Zarzalin din comuna Lacu Baban satul Gura Caliței, născută în anul 1883, fiica lui Ștefan Zarzalin. După căsătoria cu Gherghina se mută în satul Gura Caliței , considerând acest loc prielnic pentru comerțul ce-l desfășura. Mai știm despre el că în cârciuma lui s-a declanșat la 1907 sâmburele izbucnirii revoltei țărănești din satul Gura Caliței când țăranii au ars conacul arendașului Ion Georgescu. În 1922 a înfiat pe Marița Gavrilă, ce a devenit Maria Dîrdală, născută în anul 1910. Ion T. Dîrdală moare în anul 1930 în vârsta de nici 57 de ani și e înmormântat în cimitirul Bisericii Sf Voievozi din localitatea Gura Caliței. Următorul copil al lui Teodor Dîrdală este Isofache Dîrdală, bunicul deputatului, născut între 1875-1880. Isofache Dîrdală s-a căsătorit în 1905 cu Lina I. Dîrdală, fiica lui Ștefan și Stana Carnu, născută, se pare, pe la 1884 în comuna Popești, conform actului de căsătorie al Primăriei comunei Urechești nr11 din 10 decembrie 1905. A murit în timpul primului război mondial, dar nu se știe nici unde și-a pierdut viața și nici unde este îngropat. Este pomenit în lista eroilor de razboi, prezentată de P. Abeaboeru în lucrarea monografica Urechești și pe crucea monument aflată în curtea bisericii Sf Voievozi din satul Gura Caliței. Pentru copiii acestuia, Ioana, Ion și Dumitru, statul prin Judecătoria Plainesti și Primăria comunei Urechești au decis să deschidă un dosar de tutelă, adică de administrare a puținelor bunuri mobile și imobile ce au aparținut lui Isofache Dîrdală care nu trebuiau risipite, iar la majoratul copiilor trebuiau predate acestora. În anul 1920 se alcătuiește primul consiliu de familie format din rudele apropiate ale copiilor orfani printre care apar și Ion T. Dîrdală și Neculai T. Dîrdală acesta din urmă zis și Constantin. Ca tutore principal este pusă mama copiilor, Lina Dîrdală și noul ei soț Tudorache Damian, cotutore, cu care Lina Dîrdală s-a căsătorit pe 25 noiembrie 1920 conform actului emis de Primăria Urechești. Cu noul ei soț are un copil pe Dumitru născut în anul 1922 luna august. Lina se desparte de Tudorache Damian, iar în luna aprilie a anului 1924 moare la vârsta de 40 de ani conform actului nr 14 din 1924 emis de Primăria Popești. Până la data decesului acesteia, procesele verbale încheiate de către Consiliul de Familie consemnează că Lina fosta Dîrdală a îngrijit bine de copii. Dar după deces trebuia ales un nou tutore care a fost desemnat în persoana lui Vasile Carnu, unchiul din partea mamei, al celor trei copii, anume Ioana născuta la 27 mai 1911, Ion, tatăl deputatului, născut la 6 august 1912 și Dumitrache născut în 1913. Tudorache Damian moare în varsta de 54 de ani conform actului nr 1/1927 al Primăriei Comunei Popești. Începând cu anul 1925 tatăl deputatului, Ion zis Mitrache, Dumitrache sau chiar Dumitru a preferat să se apropie de unchiul său Neculai zis Constantin T. Dîrdală cu domiciliul în satul Gura Caliței comuna Lacu Baban și a cumpărat în 1926 prin intermediul tutorelui Vasile Carnu locul numit la Tarna, dovedind că dorește să se instaleze în noua comună. În anul 1934 unchiul și mătușa sa, Neculai zis Constantin Dîrdală și Nedelea Dîrdală au hotărât să oficializeze relația cu acest nepot, considerat ca și fiu adoptiv și i-au vândut proprietatea lor din mijlocul satului Gura Caliței cu construcții și anexele aferente păstrându-și pentru ei doar două camere de locuit și destinate comerțului de băcănie ce-l practicau. În schimbul acestor bunuri, Ion I Dîrdală plătește 10 000 lei bani obținuți parțial din vânzarea unei vii situate în Oreavu comuna Gugești, provenită de la Isofache Dîrdală, la vânzarea căreia a convenit și fratele său, Enache Dîrdală. Prețul luat pe vie a fost de 4000 lei. În acest fel Ion I Dîrdală a decis că rămâne definitiv în satul Gura Caliței și a acceptat ca locuința lor părintească din comuna Urechești să rămână în proprietatea lui Enache Dîrdală. Cu toate că a ales să rămână în satul Gura Caliței, Ion I Dîrdală a fost mai târziu, după ce copii i-au crescut, dispus să se retragă lânga fratele și alte rude ale sale din cele două comune lipite Urechești și Popești și unde putea să aibă aproape, la nevoie, pe cei de același sânge. Din păcate dorința nu se concretizează, iar în martie 1988, Ion I Dîrdală zis și Dumitrache și-a dat sfârșitul. Fratele lui, Enache, cel din Urechești-Popești i-a mai supraviețuit câțiva ani, iar despre fratele lor vitreg nu se mai știe nimic de zeci de ani buni. A existat și o soră, Ioana, dar date despre aceasta, până la acest moment al consemnării de față, nu au mai fost aflate. Urmașii lui Ion I Dîrdală, pe lângă deputatul Ștefan Dîrdală, mai sunt Constantin Dîrdală, Neculai Dîrdală, botezați astfel din respect față de unchiul ce l-a adoptat pe Ion I Dîrdală și anume Neculai zis Constantin Dîrdală. A urmat la rând nașterea deputatului petrecută la anul 1948, sora Maria și ultimul copil Mereuța.
Neculai zis Constantin Dîrdală, unchiul care l-a înfiat pe tatăl deputatului, Dumitrache zis Ion Dîrdală, a venit în Gura Caliței, probabil la îndemnul fratelui Ion T Dîrdală, aflat deja aici după anul 1903 și confirmat în 1907 la izbucnirea răscoalei.
Neculai s-a instalat definitiv în anii 1919 și 1920 după căsătoria cu Nedelea Spânu și în 1919 a cumpărat o moară pe benzina a arendașului Ion Georgescu-situată pe actualul loc al morii satului și în anul următor locul cu casă, livadă și prund de gârlă de la un anume Gh Păduraru, loc situat în centrul satului lânga actuala Școala Gura Caliței.